# トリプトファンデヒドロゲナーゼ
トリプトファンデヒドロゲナーゼ（tryptophan dehydrogenase, TDH）は、次の化学反応を触媒する酸化還元酵素である。
L-トリプトファン + NAD(P)+ + H2O {\displaystyle \rightleftharpoons } (インドール-3-イル)ピルビン酸 + NH3 + NAD(P)H + H+
反応式の通り、この酵素の基質はL-トリプトファンとNAD+ (NADP+) とH2O、生成物は(インドール-3-イル)ピルビン酸とNH3とNADH (NADPH) とH+である。この酵素は少なくとも1つのエフェクター、カルシウムを持つ。
組織名はL-tryptophan:NAD(P)+ oxidoreductase (deaminating)で、別名にNAD(P)+-L-tryptophan dehydrogenase, L-tryptophan dehydrogenase, L-Trp-dehydrogenaseがある。